# Código postal (telenovela)
Código postal é uma telenovela mexicana produzida por José Alberto Castro para a Televisa e exibida pelo Canal de las Estrellas entre 22 de maio de 2006 e 23 de fevereiro de 2007.
A trama foi protagonizada por África Zavala e José Ron, com atuações juvenis de Altair Jarabo, Imanol Landeta, Eugenio Siller, Jackie García e Claudia Godínez e antagonizada por Jessica Coch, Andrea Garcia e Guillermo García Cantú.

## Sinopse
Esta é uma novela cheia de energia, adrenalina e juventude que se desenvolve nas belas praias do México, existem histórias interligadas de um eclético grupo de jovens, que são vizinhos e amigos e vivem em uma exclusiva condomínio privado. Desde os mais divertidos e leves momentos de intenso drama para cativar o público não só os jovens que ficara identificados com seus personagens profundamente humanos, realistas e memorável, mas será um ponto de encontro para toda a família.
Código postal encontramos jovens e vibrantes personagens como Patricio e Regina, capturados nas redes de um amor impossível e, no meio de uma família que se desmorona pouco a pouco. A Afrodita Carvajal, está determinado a lutar para salvar sua irmã mais nova, Venus Carvajal, das garras de um degenerado homem a quem a mãe dela tinha aberto as portas de sua casa e seu coração. Também nessa história o Memo que vai em busca de seu avô que não conhece, e por uma estranha coincidência termina contratado como motorista de Don Guillermo, iniciando uma vida dupla, onde irá encontrar o amor verdadeiro em Daniela, a secretária de avô, mas também terá de enfrentar situações dolorosa que nunca poderia imaginar.
Daniela é filha de Avelino e irmã de Ezequiel, melhor amigo de Patricio e Chuy, um pequeno gênio que encontra em Andrea o significado do primeiro amor. Na casa de Pablo e seu irmão Rafael, que perdeu sua visão em um acidente e vive trancado em sua casa devido à superproteção de sua mãe, que acusa Pablo de sua cegueira.
Os dois irmãos serão rebeldes contra o controle da sua mãe, e juntar-se no seu grande amor pela música ... e Afrodita. Assistimos à luta tenaz de Marcela, no sentido de apoiar os seus irmãos: Hector, Ines e Andrea, após o assassinato de seus pais, e lutam para salvar sua herança a partir da ambição de seu tio, com a ajuda oportuna de Memo que ganha o apoio de todos os seus amigos.
Eles, e muitos outros personagens interessantes, que tomamos todos os dias para compartilhar seus sonhos, seus desejos, e as diferentes formas de enfrentar a dura vida, com tentações, decepções, mentiras e traições que vão sofrer, mas também serão maduro, e perceberam que a coisa mais importante na vida é a família, e que a felicidade é possível quando existe amor, amizade, e viver no paraíso.

## Elenco
- África Zavala - Victoria Villareal
- José Ron - Patricio Gonzalez de La Vega Mendoza
- Jessica Coch -Joanna Villarreal
- Ana Bertha Espín - Jessica Mendoza de González De La Vega
- Roberto Blandón - Raúl González De La Vega
- Gabriela Goldsmith - Minerva Carvajal
- Guillermo García Cantú - Claudio Garza Moheno
- Aarón Hernán - Don Guillermo De Alba
- Leticia Perdigón - Esperanza Santos de Gutiérrez
- Rafael Inclán - Avelino Gutiérrez
- Marco Muñoz - Adrián Garza Moheno
- Arlette Pacheco - Gloria Durán de Garza
- Ernesto D'Alessio - Gerardo Villalpando
- Luz María Jerez - Irene Alonso de Rojas
- Roberto Ballesteros - Bruno Zubieta
- Imanol - Pablo Rojas Alonso
- Michelle Ramaglia - Daniela Gutiérrez Santos
- Verónica Castro - Corona Morales
- Ulises de la Torre - Ezequiel Gutiérrez Santos
- Jackie García - Marcela Garza Durán
- Jorge Consejo - Ignacio Ibargüengoitia Rosas-Priego
- Altair Jarabo - Afrodita Carvajal
- Eugenio Siller - Rafael Rojas Alonso
- Mariana Rountree - Alexa Torres-Landa Haddad
- Carolina Rincón - Venus Carvajal
- Ferdinando Valencia - Guillermo "Memo" De Alba Fernández
- Rafael Puente - Héctor Garza Durán
- Claudia Godínez - Inés Garza Durán
- Diego Dreyfus - Óscar Zubieta
- Jery Sandoval - Regina Corona
- Luis Gatica - Germán De Alba
- Andrea García - Ivette Fernández de De Alba
- Elsa Cárdenas - Josefina De Alba
- Miguel Pérez - Jesús "Chuy" Gutiérrez Santos
- Renata Notni - Andrea Garza Durán
- Úrsula Montserrat - Rocío
- Beatriz Monroy - Flora
- Evelyn Solares - Chole
- Poncho Denigris - Mateo Ayala
- Lucía Pailles - Toña
- Ilithya Manzanilla - Dafne

## Exibição

#### No Brasil
Chegou a ser totalmente dublada e anunciada para ser exibida no SBT em dezembro de 2006, substituindo Rebelde nas noites da emissora. Porém, por questões estratégicas, a trama foi adiada para 2007 e ocuparia um novo horário, já que Rebelde foi esticada e seria substituída por Amor e Ódio. Mas, por razões desconhecidas, a novela foi engavetada, assim como a reprise da brasileira foi cancelada, em favor de A Vida é um Jogo.

## Audiência
Teve média geral de 13 pontos. 

## Prêmios e Indicações

### Prêmios TVyNovelas 2007
| Categoria            | Pessoa            | Resultado |
| -------------------- | ----------------- | --------- |
| Melhor Ator Juvenil  | Imanol Landeta    | Ganhador  |
| Melhor Atriz Juvenil | Jacqueline García | Nomeada   |